# Amblyjoppa attentatoria
Amblyjoppa attentatoria là một loài tò vò trong họ Ichneumonidae.